# 入来院重豊 (10代当主)
入来院 重豊（いりきいん しげとよ）は、室町時代から戦国時代にかけての武将。入来院氏10代当主。

## 生涯
入来院重茂の嫡子として誕生、嘉吉元年（1441年）2月27日に家督を相続した。この頃の薩摩国は、島津氏9代守護・島津忠国と実弟・用久の対立を軸に、入来院氏・東郷氏・祁答院氏ら渋谷一族を中心にした国人らが国一揆を起こしては抗っていた。しかし、文安5年（1448年）に忠国と用久が和睦し共に国一揆を討伐、牛屎氏や和泉氏が所領を没収され、重豊ら渋谷一族には段銭を厳しい値に改訂される措置が取られた。ただその一方で、島津氏は渋谷氏との和解政策も行っており、寛正3年（1462年）、後に10代守護となる島津立久は、重豊へ火同城・永利城・山田城（現・鹿児島県薩摩川内市永利）を与え、更に相互扶助を約した契状を取り交わしている。
文明8年（1476年）、11代守護・島津忠昌に対し、薩州家の島津国久並びに豊州家の島津忠廉が造反、これに相良為続・菱刈道秀が与した際には、重豊を含む渋谷一族は守護方に就いた。重豊も文明13年（1481年）に忠昌と盟約の契状を取り交わしているが、文明16年（1484年）伊作家の島津久逸が日向国伊東氏と組んで反旗を翻すと、重豊も東郷氏・祁答院氏・北原氏・菱刈氏らと共に反守護に転じた。しかし翌年、祁答院10代当主・祁答院重慶が守護方に内通し、島津忠廉に謀反の疑いがあるなど讒言に及ぶ。重豊は東郷氏と共に豊州方について、守護方となった祁答院氏に対抗、重豊は守護方の碇山城を攻略している。争乱はやがて、守護方に薩州家が加担するなど泥沼化の様相を呈し始める。これを憂いた忠廉が守護方との和睦を模索、同年5月、重豊は忠廉と共に守護島津氏と和睦するに至った。
延徳2年（1490年）、重豊は嫡子・重聡に家督を譲り、文亀元年（1501年）に死去した。